# The Scorpion King
The Scorpion King és una pel·lícula del 2002 dirigida per Chuck Russell, amb Dwayne Johnson com a protagonista, que va debutar a The Mummy Returns (2001). És una preqüela de The Mummy (1999), i va tenir diverses seqüeles: The Scorpion King: Rise of a Warrior (2008), The Scorpion King 3: Battle for Redemption (2012), The Scorpion King 4: Quest for Power (2015) i The Scorpion King: Book of Souls.
The Scorpion King narra els orígens de Mathayus l'acadi i el seu ascens al tron. El nom d'Horus Escorpió es refereix a un governant del període predinàstic d'Egipte. La pel·lícula reflecteix, vagament, la història d'aquest personatge i l'estil de vida de la població de la zona, la qual està farcida d'anacronismes, com l'ús d'espases d'acer o de la pólvora.
Inspirada en un llegendari guerrer egipci, els fets de The Scorpion King tenen lloc 5.000 anys abans dels de The Mummy Returns, a la famosa ciutat de Gomorra. El seu dirigent, Memnon, està decidit a acabar amb tota la gent nòmada del desert. Les poques tribus que hi queden, que per natura mai no foren aliades, només tenen una opció: unir-se. Com que saben que el seu enemic depèn de les visions d'un vident, contracten els serveis d'un assassí de renom, Mathayus (Dwayne Johnson) per eliminar el vident. Després d'infiltrar-se en terreny enemic, en Mathayus descobreix que el fetiller en qüestió és, en realitat, una dona (Kelly Hu). En comptes de matar-la, se l'emporta al desert, car els homes d'en Memnon tractaran de rescatar-la i tornar-la al líder.